# Шангијон
Шангијон (фр. Champguyon) насеље је и општина у североисточној Француској у региону Шампањ-Арден, у департману Марна која припада префектури Еперне.
По подацима из 2011. године у општини је живело 266 становника, а густина насељености је износила 16,0 становника/km². Општина се простире на површини од 16,63 km². Налази се на средњој надморској висини од 200 метара.

## Демографија
| 1962. | 1968. | 1975. | 1982. | 1990. | 1999. | 2011. |
| ----- | ----- | ----- | ----- | ----- | ----- | ----- |
| 142   | 186   | 165   | 175   | 188   | 212   | 266   |

График промене броја становника у току последњих година